# بريدراغ يوفانوفيتش
بريدراغ يوفانوفيتش (11 أغسطس 1965 ببلغراد في إقليم القائد العسكري في صربيا - ) هو لاعب كرة قدم صربي في مركز الهجوم. لعب مع أولمبيك تشارلروا والنجم الأحمر بلغراد وشتوتغارت كيكرز ونادي رويال شارلروا ونادي سلوبودا توزلا ونادي كرينز ونادي ماريبور ونادي نيور وبرولتر زرنيانين ‏ وFK Železnik ‏ وBonnyrigg White Eagles FC ‏ ونادي بيرمازنز.

## وصلات خارجية
- بريدراغ يوفانوفيتش على موقع رابطة كرة القدم الفرنسية للمحترفين (الإنجليزية)
- بريدراغ يوفانوفيتش على موقع قاعدة بيانات كرة القدم.إي يو (الإنجليزية)
- بريدراغ يوفانوفيتش على موقع عالم كرة القدم.نت (الإنجليزية)